# Marecon rufipenne
Marecon rufipenne is een keversoort uit de familie van de kortschildkevers (Staphylinidae). De wetenschappelijke naam van de soort werd als Gyrophaena rufipennis in 1880 gepubliceerd door Thomas Broun.
In 1945 plaatste Malcolm Cameron de soort in een nieuw monotypisch geslacht dat hij de naam Eurynotus gaf. Die naam was echter in 1819 door William Kirby al vergeven aan een geslacht van zwartlijven (Tenebrionidae), en dus niet beschikbaar. Cameron zelf trachtte de fout in 1948 recht te zetten door het nomen novum Gyronotus voor te stellen. Ook die naam was echter niet beschikbaar omdat die in 1874 al door Johan Wilhelm van Lansberge was vergeven aan een geslacht van bladsprietkevers (Scarabaeidae). In 1952 publiceerde Richard Eliot Blackwelder daarop uiteindelijk de naam Marecon, een anagram van de auteur van de twee niet beschikbare namen.